# Фримен, Ройс
Ройс Дейон Фримен (англ. Royce Deion Freeman; 24 февраля 1996, Импириал, Калифорния) — американский футболист, раннинбек клуба НФЛ «Хьюстон Тексанс». На студенческом уровне выступал за команду Орегонского университета, один из самых результативных игроков в его истории. На драфте НФЛ 2018 года был выбран в третьем раунде раунде.

## Биография
Ройс Фримен родился 24 февраля 1996 года в Импириале в штате Калифорния. Там же он окончил старшую школу. За время выступлений в составе её футбольной команды Фримен набрал на выносе 2 824 ярда, занёс 41 тачдаун. На момент выпуска он занимал шестое место в рейтинге самых перспективных бегущих страны. В 2014 году он поступил в Орегонский университет, также на него претендовали футбольные программы Калифорнийского и Южно-Калифорнийского университетов.

### Любительская карьера

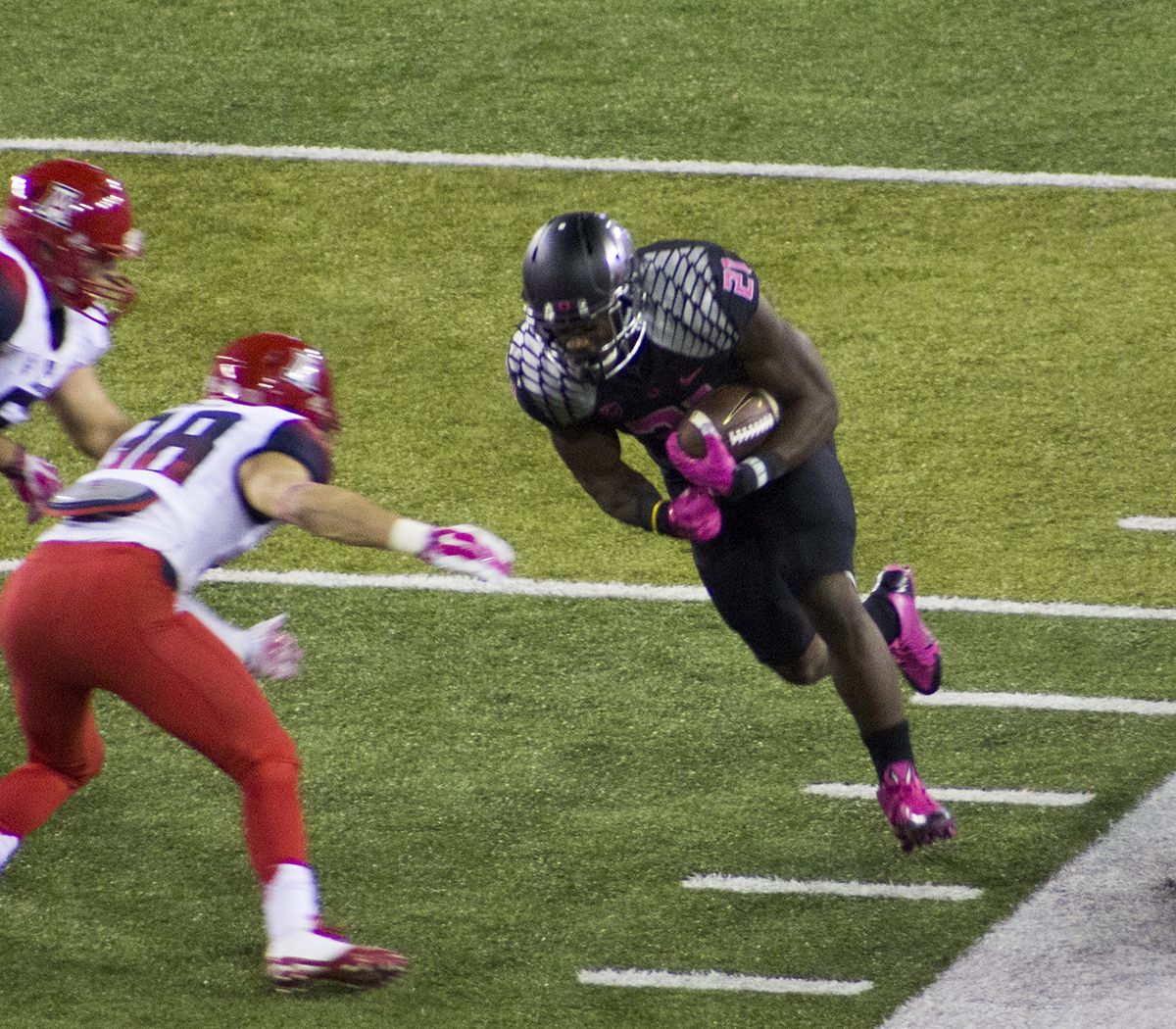
Фримен в составе «Орегон Дакс» в игре против «Аризоны Уайлдкэтс», 2014 год.

В турнире NCAA Фримен дебютировал в 2014 году. Он сыграл пятнадцать матчей и набрал 1 365 ярдов, став первым в истории университета новичком, заработавшим более 1 000 ярдов.В шести играх он набирал более 100 ярдов, а в одном из матчей отличился пасовым тачдауном. По числу выносных тачдаунов Фримен стал лидером конференции Pac-12. После окончания сезона тренеры команд конференции признали его Новичком года в нападении.
В 2015 году Фримен набрал выносом 1 836 ярдов в тринадцати матчах, побив рекорд университета принадлежавший Ламайклу Джеймсу. Он стал единственным игроком поддивизиона FBS, набиравшим не менее 100 ярдов во всех играх сезона. Второй год подряд он возглавил конференцию по количеству выносных тачдаунов. По результатам опроса тренеров Фримен был включён в состав сборной звёзд конференции. До него лишь трём игрокам Орегона удавалось набирать более 1 000 ярдов два года подряд.
Сезон 2016 года стал для него менее удачным. Фримен сыграл одиннадцать матчей, но часть из них провёл с травмой и набрал только 945 ярдов с девятью тачдаунами. На прежний уровень он вернулся в 2017 году, в одиннадцати играх набрав выносом 1 475 ярдов с 16 тачдаунами. По итогам сезона Фримен претендовал на награды Максвелла лучшему игроку и Доука Уокера лучшему бегущему в студенческом футболе. После его окончания он получил приглашение на Матч всех звёзд выпускников колледжей.
Свою студенческую карьеру Фримен завершил обладателем нескольких рекордов университета, в том числе по общему числу тачдаунов. По общему количеству набранных выносных ярдов он занимал шестое место в истории студенческого футбола, по состоянию на 2021 год Фримен находится на восьмой позиции.

#### Статистика выступлений в NCAA
| Сезон | Команда     | Игры | Приём | Приём | Приём | Приём | Вынос | Вынос | Вынос | Вынос |
| Сезон | Команда     | Игры | Rec   | Yds   | Y/A   | TD    | Att   | Yds   | Y/A   | TD    |
| ----- | ----------- | ---- | ----- | ----- | ----- | ----- | ----- | ----- | ----- | ----- |
| 2014  | Орегон Дакс | 15   | 16    | 158   | 9,9   | 1     | 252   | 1 365 | 5,4   | 18    |
| 2015  | Орегон Дакс | 13   | 26    | 348   | 13,4  | 2     | 283   | 1 836 | 6,5   | 17    |
| 2016  | Орегон Дакс | 11   | 23    | 144   | 6,3   | 1     | 168   | 945   | 5,6   | 9     |
| 2017  | Орегон Дакс | 12   | 14    | 164   | 11,7  | 0     | 244   | 1 475 | 6,0   | 16    |
| Всего | Всего       | 51   | 79    | 814   | 10,3  | 4     | 947   | 5 621 | 5,9   | 60    |

### Профессиональная карьера
Аналитик сайта Bleacher Report Мэтт Миллер перед драфтом НФЛ 2018 года отмечал высокую результативность Фримена во время выступлений в колледже. К сильным сторонам игрока он относил его антропометрические данные, умение играть в разных схемах нападения и навыки работы на блоках. Минусами Миллер называл возможные физические и психологические последствия травмы колена, перенесённой Фрименом в 2016 году, нехватку дистанционной скорости и очень большую игровую нагрузку, полученную им за четыре сезона в «Орегоне». По мнению Миллера, развитие карьеры бегущего зависело от того, сможет ли он набрать форму, которая была у него в 2014 и 2015 годах.

### Денвер Бронкос
На драфте Фримен был выбран «Денвером» в третьем раунде под общим 71-м номером. В июле он подписал с клубом четырёхлетний контракт, общая сумма соглашения составила около 4 млн долларов. Перед стартом чемпионата он считался претендентом на место основного раннинбека «Бронкос», но проиграл конкуренцию незадрафтованному новичку Филлипу Линдси. Часть игр ему пришлось пропустить из-за травмы ноги. За сезон Фримен суммарно набрал 593 ярда с пятью тачдаунами.
В 2019 году он стал чаще получать мяч и активнее задействовался в пасовом нападении, но по-прежнему оставался дублёром Линдси. Фримен набрал 496 ярдов на выносе и 256 ярдов на приёме, заработав четыре тачдауна. Летом 2020 года в «Денвер» пришёл ветеран Мелвин Гордон, ставший основным кандидатом на роль стартового раннинбека. По ходу регулярного чемпионата 2020 года роль Фримена в команде стала ещё менее заметна. В выносном нападении он был третьим раннинбеком, а при игре в пас вторым. Суммарно за сезон он набрал всего 251 ярд. При этом с точки зрения эффективности Фримен провёл лучший год в карьере, набирая в среднем почти по пять ярдов за попытку выноса.
Весной 2021 года «Бронкос» выбрали на драфте бегущего Джавонте Уильямса. К началу регулярного чемпионата клуб решил сделать ставку на его связку с Гордоном, и 31 августа Фримен был отчислен.

### Дальнейшая карьера
Перед началом регулярного чемпионата 2021 года Фримена с драфта отказов забрал клуб «Каролина Пэнтерс». За команду он сыграл в восьми матчах, набрав 77 ярдов на выносе и 15 ярдов на приёме. Девятого ноября в состав после травмы вернулся Кристиан Маккэфри и Фримен был выставлен на драфт отказов, после чего перешёл в «Хьюстон Тексанс».

#### Статистика выступлений в НФЛ

##### Регулярный чемпионат
| Сезон | Команда          | Игры | Приём | Приём | Приём | Приём | Вынос | Вынос | Вынос | Вынос |
| Сезон | Команда          | Игры | Rec   | Yds   | Y/A   | TD    | Att   | Yds   | Y/A   | TD    |
| ----- | ---------------- | ---- | ----- | ----- | ----- | ----- | ----- | ----- | ----- | ----- |
| 2018  | Денвер Бронкос   | 14   | 14    | 72    | 5,1   | 0     | 130   | 521   | 4,0   | 5     |
| 2019  | Денвер Бронкос   | 16   | 43    | 256   | 6,0   | 1     | 132   | 496   | 3,8   | 3     |
| 2020  | Денвер Бронкос   | 16   | 12    | 81    | 6,8   | 0     | 35    | 170   | 4,9   | 0     |
| 2021  | Каролина Пэнтерс | 8    | 3     | 15    | 5,0   | 0     | 21    | 77    | 3,7   | 0     |
| 2021  | Хьюстон Тексанс  | 2    | 1     | 11    | 11,0  | 0     | 3     | 10    | 3,3   | 0     |
| Всего | Всего            | 56   | 73    | 435   | 6,0   | 1     | 321   | 1 274 | 4,0   | 8     |

* На 11 декабря 2021